# Порсук
Порсу́к (тур. Porsuk Çayı) — река в Турции, крупный левый приток Сакарьи, протекает по территории илов Кютахья, Эскишехир и Анкара на западе страны. В античное время называлась Тимбрис.
Длина реки составляет 436 км. Площадь водосборного бассейна — 11 325 км².
Порсук начинается юго-западнее населенного пункта Токул в ильче Асланапа к северу от горного хребта Мурат.
На реке расположен город Эскишехир, в районе которого по реке осуществляется малотоннажное судоходство (катера).